# Kertasari (Ligung)
Kertasari is een bestuurslaag in het regentschap Majalengka van de provincie West-Java, Indonesië. Kertasari telt 3355 inwoners (volkstelling 2010).